# Wettmannstätten
Wettmannstätten é um município da Áustria, situado no distrito de Deutschlandsberg, no estado da Estíria. Tem 17,97 km² de área e sua população em 2019 foi estimada em 1.604 habitantes.